# Trasterminancia
La trasterminancia es una variedad menor de la trashumancia caracterizada por movimientos estacionales de corto recorrido, por lo general inferiores a los 100 km. Estos desplazamientos de ganado se producen próximos a las explotaciones ganaderas entre las zonas bajas de los valles, en el invierno, a los puertos de montaña, en la temporada estival, donde las reses se alimentan en pastizales de diente y la hierba se mantiene fresca más tiempo.

## Global
Esta trashumancia vertical de distancias cortas se práctica en todo el mundo, por ejemplo en el Hindú Kush, el Cáucaso, los Alpes o las montañas de Lesoto.

## España

### Pirineos
En el nordeste de la península ibérica, los más altos valles del Pirineo,  a partir del techo del arbolado (aproximadamente 1.800m), poseen grandes extensiones de praderas, de carácter alpino, que ascienden hasta alcanzar el ecosistema formado por la piedra y la nieve. Esas praderas, desde el Neolítico Antiguo,  han sido el alimento estival de rebaños de ganado ovino (un solo valle, como por ejemplo el de  Benasque, el centro y techo de la Cordillera, poseía a principios del siglo XX en torno a 40.000 cabezas), hasta que, desde la segunda mitad del siglo XX, el ganado ovino, fue siendo sustituido por el bovino. En la actualidad,  ese ganado, mayoritariamente vacas y sus terneros destinados a la venta para engorde y sacrificio, justo antes de las primeras nieves otoñales (desde finales de septiembre), terminan su periodo de trasterminancia estival y descienden a los pueblos del fondo del valle para pasar allí el otoño, el invierno y la parte más fría de la primavera, siendo alimentado, entonces,  con los restos herbáceos, el "rebasto", de los prados del entorno de los pueblos y con la yerba de los mismos, segada, henificada y conservada desde el verano en las "bordas".

### La Pasieguería

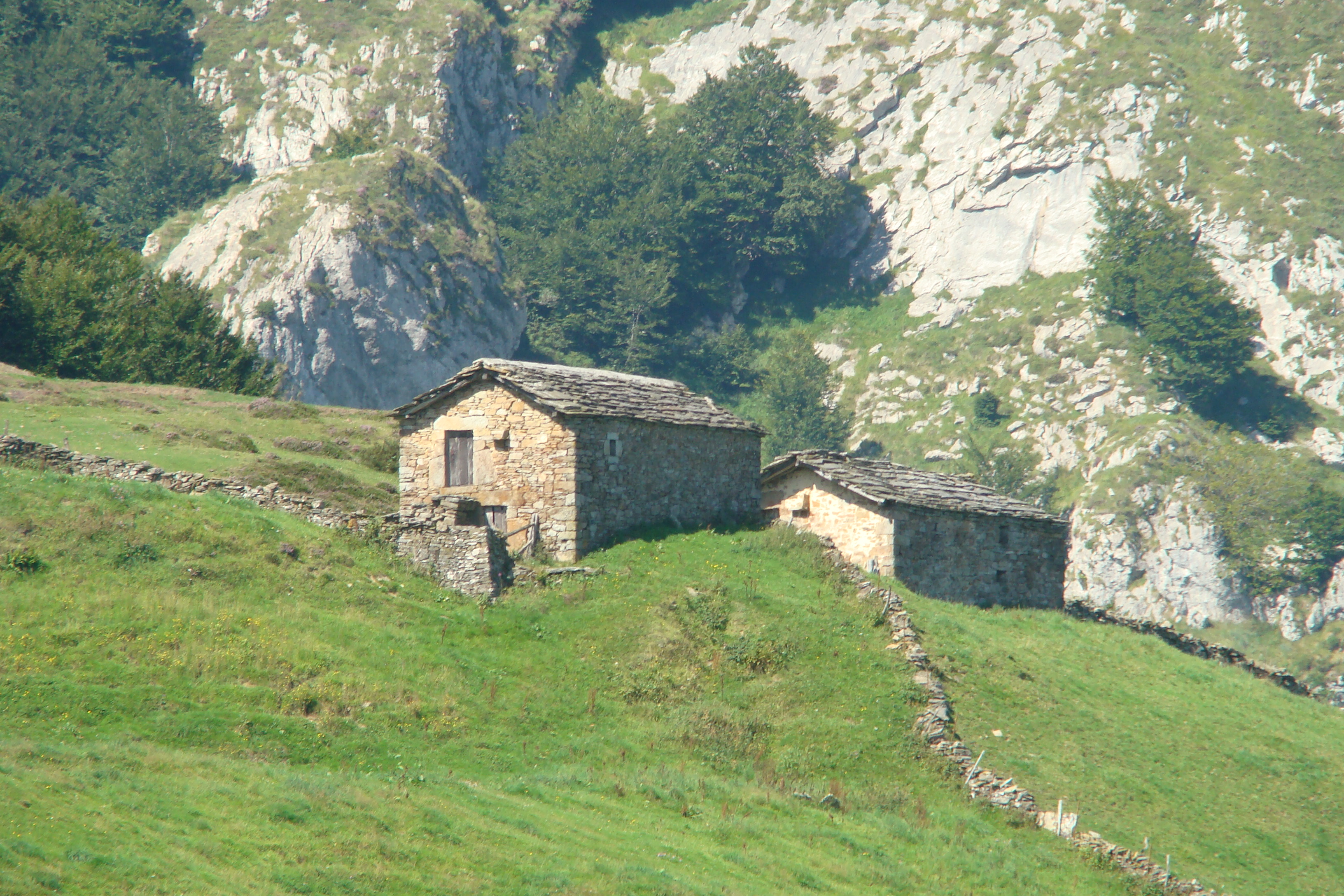
Cabañas pasiega de braniza (Portillo de La Sía, Soba (Cantabria)).

En el noroeste de la península ibérica, en el territorio histórico pasiego conocido como La Pasieguería -que se extiende por los valles de Luena, Pas, Pisueña, Miera y Asón, en el oriente de Cantabria y Las Machorras, al norte de Espinosa de los Monteros, Burgos- este sistema recibe el nombre de la muda. 
Los pasiegos tenían la peculiaridad de que, además de mover al ganado entre pastos de diferentes alturas, se mudaban ellos mismos, puesto que su sistema de explotación intensiva del ganado, que al ser lácteo no requerían engorde sino ordeño diario, no permitía la semilibertad de los animales.
Era habitual encontrar familias con toda su entrecasa, animales e hijos (incluso recién nacidos) al hombro (en cuévanos) mudándose hasta 20 veces al año entre cabañas a diferentes alturas, aunque normalmente se realizaba dentro del mismo valle. Las praderías a más altura recibían el nombre de branizas.
Por este motivo, cada ganadero pasiego solía tener un número de cabañas y parcelas de propiedad privada que oscilaba entre cinco y diez, todas ellas repartidas en diferentes alturas y puntos de su valle. Muchas veces se daba el caso de que existían más cabañas que miembros en la familia. 
Igualmente, este es uno de los motivos de la dispersión del poblamiento pasiego, puesto que cada cabaña se situaba dentro de la parcela con la que se alimentaba al ganado, y, de concentrarse las cabañas demasiado juntas, las parcelas se hacían demasiado pequeñas para alimentar al ganado por un tiempo aceptable. 
Este sistema contrasta con el sistema de pastos comunales del occidente de Cantabria, en el que el ganado, habitualmente de carne, se dejaba en semilibertad en las brañas.